# IKEA-Effekt
Als IKEA-Effekt wird in der Verhaltensökonomik der Zuwachs an Wertschätzung bezeichnet, der selbst entworfenen oder zumindest selbst zusammengebauten Gegenständen im Vergleich zu fertig gekauften Massenprodukten entgegengebracht wird. Die Benennung nach dem Möbelhersteller IKEA und dessen durch den Kunden zu montierenden Produkten wurde 2009 durch den Wirtschaftswissenschaftler Michael Norton geprägt. Quantitativ erreicht die gesteigerte Wertschätzung durch die selbst durchgeführte Montage eines Massenartikels fast die Wertschätzung für ein individuell durch einen Handwerker gefertigtes Einzelstück.
Vergleichbar ist der Endowment-Effekt (deutsch Besitztumseffekt), der besagt, dass Menschen dazu tendieren, ein Gut wertvoller einzuschätzen, wenn sie es besitzen.

## Vorläufer in der Forschung
Eine frühe Beschreibung des IKEA-Effekts findet sich in der Untersuchung der Ablehnung von Kuchen-Backmischungen durch amerikanische Hausfrauen in den 1950er Jahren. Der Absatz dieser Mischungen stagnierte, da sie von den Hausfrauen als zu einfach empfunden wurden: Ihre Arbeitskraft und ihre Fähigkeiten in der Essenszubereitung wurden nicht mehr benötigt. Erst als die Hersteller ihre Werbung dahingehend änderten, dass die Eigenleistung der Hausfrau, etwa durch Hinzufügen frischer Eier und/oder frischer Milch oder durch aufwändige Dekoration des fertigen Kuchens, betont wurde, konnten die Backmischungen sich endgültig durchsetzen.

## Studie von Norton und Kollegen
Durch die Arbeit von Norton und Kollegen konnte der IKEA-Effekt wissenschaftlich bestätigt und quantifiziert werden: Die Testpersonen mussten vorausgewählte, zusammengebaute Möbel in Augenschein nehmen und dann die entsprechenden Möbel nach Anleitung selbst zusammenbauen. Danach konnten sie Gebote für beide Möbel abgeben. Es zeigt sich eine Präferenz für die selbst zusammengebauten Möbel. Die Ergebnisse konnten mit Origami-Figuren sowie beim Zusammenbau von einfachen Bausätzen mit Partnern bestätigt werden. Durch die Nutzung von fertigen Bausätzen ohne die Möglichkeit zur Modifikation konnte ausgeschlossen werden, dass die erhöhte Wertschätzung der eigenen Arbeit auf einer Individualisierung des Massenproduktes beruht.
Weiterhin konnte die Hypothese, dass zum Auftreten des IKEA-Effekts der erfolgreiche Abschluss der eigenen Arbeit eine Voraussetzung sei, bestätigt werden: Mussten die Versuchspersonen vor der Gebotsabgabe die selbst zusammengebauten Objekte wieder zerlegen, zeigte sich keine statistisch signifikante Erhöhung der Wertschätzung. Durften die Teilnehmer die IKEA-Möbel nur zur Hälfte zusammenbauen, so stellte sich der IKEA-Effekt nicht ein: Ihre Gebote waren weniger als die Hälfte derer, die ihre Möbel fertig bauen konnten. Ungeklärt ist noch, ob der IKEA-Effekt auch bei anspruchsvolleren oder hochpreisigen Projekten auftritt.

## Weitere Forschung
In einer 2010 veröffentlichten Laborstudie stellten Neurowissenschaftler der Johns Hopkins University fest, dass ein ähnlicher Effekt auch bei Mäusen zu beobachten sei. In dem Experiment hatten die Labormäuse die Auswahl zwischen zwei Nahrungsquellen: Um die zuckrige Flüssigkeit mit dem Geschmack A zu erhalten, mussten sie einen von zwei Hebeln drücken. Um die zuckrige Flüssigkeit mit dem Geschmack B zu erhalten, mussten sie den anderen Hebel drücken. Nach und nach wurde für eine der beiden Geschmacksrichtungen der Arbeitsaufwand erhöht, d. h. die Mäuse mussten den entsprechenden Hebel bis zu 15 Mal drücken. Für die jeweils andere Geschmacksrichtung blieb der Aufwand gleich. Nach der Rückkehr in den Heimatkäfig zeigten die Mäuse eine signifikante Präferenz für diejenige Geschmacksrichtung, für die sie härter arbeiten mussten.